# 羅克克里克鎮區 (北卡羅萊納州威爾克斯縣)
羅克克里克鎮區（英語：Rock Creek Township）是位於美國北卡羅萊納州威爾克斯縣的一個鎮區。

## 地方資料
羅克克里克鎮區的面積為81.58平方千米，皆為陸地。根據2020年美國人口普查的數據，當地共有人口6062人，而人口密度為每平方千米74.31人。